# Elul
Elul (in ebraico אלול‎?) è il dodicesimo mese civile e il sesto mese religioso del calendario ebraico. È composto da 29 giorni.
Il nome è acronimo dell'espressione: Anì ledodì wedodì lì (אני לדודי ודודי לי) le cui rispettive iniziali formano appunto אלול ("Elul") che corrisponde alla frase nel Cantico dei Cantici: "Io sono del mio diletto, e il mio diletto è mio"6.3.
Un possibile etimo accadico lo riconduce al termine raccolto.
In questo mese sono presenti delle preghiere che fanno gli ebrei come pentimento chiamate selichot che vanno dall'inizio del mese (Rosh Chodesh Elul: vi sono comunque differenti Minhaghim) fino al digiuno del Kippur (10 Tishri). In questo periodo gli ebrei compiono le Asseret Yemei Teshuvah (cfr Ricorrenze ebraiche), cioè i giorni del pentimento, e devono chiedere perdono dei propri peccati a coloro che li hanno subiti, i quali di norma devono concedere il perdono.
Terminato Kippur si celebrerà poi il Dono della Legge (שמחת תורה, Simchat Torah, letteralmente la gioia della Torah).
Al termine del mese di Elul invece si era già celebrato il capodanno ebraico con due giorni di festa.

## Periodo
Durante gli anni 5761–5860 del calendario ebraico, Elul occorre nei seguenti periodi del calendario gregoriano:
| Duração dos anos | Inizio di Elul        | Fine di Elul             |
| ---------------- | --------------------- | ------------------------ |
| 353 giorni       | 6 agosto–23 agosto    | 4 settembre–21 settembre |
| 354 giorni       | 6 agosto–25 agosto    | 4 settembre–23 settembre |
| 355 giorni       | 7 agosto–25 agosto    | 5 settembre–23 settembre |
| 383 giorn        | 25 agosto–4 settembre | 23 settembre–3 ottobre   |
| 384 giorni       | 27 agosto–4 settembre | 25 settembre–3 ottobre   |
| 385 giorni       | 26 agosto–5 settembre | 24 settembre–4 ottobre   |